# Geocapromys columbianus
Geocapromys colombianus és una espècie extinta de mamífers rosegadors de la família de les huties (Capromyidae). Era endèmica de Cuba. No se sap gaire cosa del seu hàbitat i el seu comportament, però es pot deduir que era un animal terrestre, igual que els seus parents vivents. La seva extinció, que sembla que es produí durant l'edat moderna, possiblement té a veure amb la introducció de rates a Cuba pels colons europeus. El nom científic columbianus significa ‘de Colúmbia’ en llatí.